# Eremoryzomys polius
Eremoryzomys polius, conhecido popularmente no inglês como "gray rice rat" (rato cinza do arroz) ou como "Marañon oryzomys", é uma espécie de roedor da família Cricetidae. Descoberto em 1912 e descrito pela primeira vez em 1913 por Wilfred Osgood, foi originalmente classificado no gênero Oryzomys e denominado Oryzomys polius. Em 2006, uma análise cladística descobriu que não estava intimamente relacionado com Oryzomys em sentido estrito, de modo que agora é colocado em seu próprio gênero, Eremoryzomys. O gênero brasileiro Drymoreomys, nomeado em 2011, é provavelmente o parente mais próximo de Eremoryzomys. Eremoryzomys tem uma distribuição limitada no vale seco do rio Maranhão, no Peru, mas ainda pode conter mais de uma espécie.
Um grande rato de arroz e de cauda longa, com cabeça e comprimento do corpo de 138 a 164 mm, E. polius tem pelo cinza e orelhas curtas. Existem tufos de cabelo ungueais bem desenvolvidos nos pés posteriores. As fêmeas têm oito glândulas mamárias. O rostro (parte frontal do crânio) é longo e robusto e a caixa craniana é arredondada. O palato ósseo é relativamente curto. A IUCN avalia o estado de conservação da espécie como "Dados Deficientes"; é pouco conhecido, mas pode estar ameaçado pela destruição do habitat.

## Taxonomia
Os primeiros dois espécimes de E. polius foram coletados por Wilfred Osgood e M.P. Anderson em 1912. No ano seguinte, Osgood descreveu esses animais como uma nova espécie do gênero Oryzomys, O. polius. Osgood escreveu que não foi capaz de encontrar nenhuma espécie intimamente relacionada a O. polius e comparou-a com O. xanthaeolus (atualmente Aegialomys xanthaeolus) "por conveniência". Suas relações permaneceram obscuras desde então e nunca foi atribuído a nenhum dos vários grupos de espécies reconhecidas dentro de Oryzomys.
Em 2006, Marcelo Weksler publicou uma análise cladística em grande escala dos Oryzomyini ("ratos do arroz"), a tribo à qual O. polius pertence. Ele usou dados morfológicos e caracteres moleculares do gene IRBP. Em todas as suas análises, O. polius fez parte do clado D, um dos quatro grandes grupos dentro de Oryzomyini, como o grupo irmão de um clado contendo todas as outras espécies do clado D. O clado D era sustentado por dois caracteres moleculares derivados (sinapomórficos) compartilhados e por sete sinapomorfias morfológicas — a cauda tem uma cor diferente acima e abaixo; o osso parietal se estende até a lateral do crânio; os forames incisivos (aberturas no palato) estendem-se para trás entre os primeiros molares; as fossetas palatinas póstero-laterais (perfurações do palato próximas aos terceiros molares) são complexas; as vacuidades esfenopalatinas (aberturas na fossa mesopterigóide, a lacuna atrás da extremidade do palato) são grandes; o padrão da circulação arterial na cabeça é derivado; e o posterolofo (uma crista na parte posterior) está presente no terceiro molar superior. Duas outras sinapomorfias moleculares apoiaram o clado de todos os membros do clado D, exceto O. polius, juntamente com três traços morfológicos — nessas espécies, mas não em O. polius, o primeiro molar superior tem uma pequena raiz adicional na parte externa (labial); o primeiro molar inferior tem raízes pequenas adicionais; e o segundo molar superior tem o mesoflexo (um dos vales entre as cúspides e cristas) dividido em dois.
Na análise de Weksler, as espécies colocadas em Oryzomys não formaram um grupo coerente (monofilético), mas em vez disso foram encontradas em várias posições ao longo da árvore do grupo, e ele sugeriu que a maioria dessas espécies, incluindo O. polius, deveriam ser colocadas em novos gêneros. Mais tarde, dez novos gêneros foram descritos para espécies anteriormente colocadas em Oryzomys, incluindo Eremoryzomys para polius. Em referência à sua "distribuição isolada", eles incorporaram a palavra grega eremia "lugar solitário" ao nome do gênero. A Lista Vermelha da IUCN de 2008, comentou que Eremoryzomys pode de fato incluir mais de uma espécie. Em 2011, uma novo oryzomyine, Drymoreomys albimaculatus, foi descrita no sudeste do Brasil, e a análise filogenética de dados morfológicos e moleculares sugeriu que este animal é o parente mais próximo conhecido de Eremoryzomys.

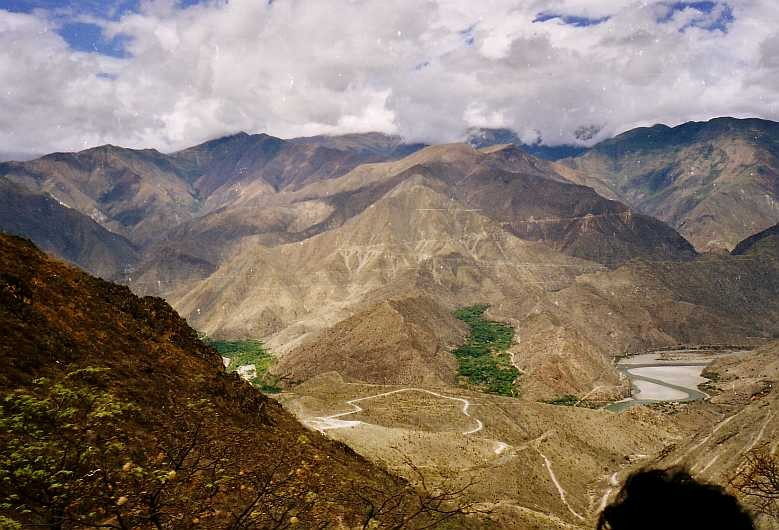
Eremoryzomys ocorre na bacia do alto rio Maranhão.

Eremoryzomys ocorre na bacia do alto rio Maranhão, no Peru. Eremoryzomys é agora um dos cerca de 28 gêneros na tribo Oryzomyini, que inclui bem mais de uma centena de espécies distribuídas principalmente na América do Sul, incluindo ilhas próximas como as ilhas Galápagos e algumas das Antilhas. Oryzomyini é uma das várias tribos reconhecidas na subfamília Sigmodontinae, que engloba centenas de espécies encontradas na América do Sul e no sul da América do Norte. Sigmodontinae em si é a maior subfamília da família Cricetidae, outros membros da qual incluem lemingues, hamsters e camundongos, todos principalmente da Eurásia e América do Norte.

## Descrição
E. polius é um roedor de tamanho grande, de cauda longa, que se assemelha a alguns ratos-da-floresta norte-americanos. A pelagem é acinzentada em cima e mais clara embaixo, onde os pelos são grisalhos nas bases, mas brancos nas pontas. As orelhas externas são curtas e a cauda é escura acima e clara abaixo. Os pés posteriores têm tufos ungueais bem desenvolvidos (manchas de cabelo) ao longo das margens plantares e entre todos os dedos, um caráter compartilhado apenas com Sooretamys angouya entre os orizomíneos. As escamas, pequenas estruturas semelhantes a escamas que cobrem as solas dos pés traseiros em muitos orizomíneos, são bem desenvolvidas. A garra do primeiro dedo se estende quase até o final da primeira falange do segundo dedo do pé e a garra do quinto dedo do pé se estende ligeiramente além da primeira falange do quarto dedo do pé.
Como na maioria das orizomínicas, a fêmea tem oito mamas. O comprimento da cabeça e do corpo é de 138 a 164 mm. Nos dois espécimes originais de Osgood, uma fêmea velha e uma fêmea adulta, o comprimento da cauda é 188 e 180 mm, respectivamente; o comprimento do retropé é de 30 e 30 mm; e o maior comprimento do crânio é 37 e 34,7 mm. E. polius tem 12 vértebras torácicas, 7 ou 8 lombares e 35 ou 36 vértebras caudais; a presença de 12 vértebras torácicas é uma sinapomorfia putativa de Oryzomyini.

### Crânio
No crânio, o rostro (parte frontal) é longo e robusto. Os ossos nasais são curtos, não se estendendo mais para trás do que os lacrimais, e os pré-maxilares se estendem até os nasais. A incisura zigomática, uma extensão na parte frontal da placa zigomática, está presente. A margem posterior da placa está nivelada com a frente do primeiro molar superior. Um osso jugal forte está presente no arco zigomático (maçã do rosto), de modo que os ossos maxilares e esquamosal, que formam as partes anterior e posterior do arco, respectivamente, não se sobrepõem quando vistos de lado. A parte mais estreita da região interorbital (localizada entre os olhos) fica para a frente e as margens da região exibem forte pelorização. Várias cristas se desenvolvem na caixa craniana arredondada, especialmente em animais velhos. A parte mais estreita da região interorbital (localizada entre os olhos) é para a frente e as margens da região exibem forte pelorização. Várias cristas se desenvolvem na caixa craniana arredondada, especialmente em animais velhos. Os ossos parietais fazem parte do teto da caixa craniana e, ao contrário de alguns outros Oryzomys, também se estendem para as laterais da caixa craniana. O osso interparietal na parte posterior da caixa craniana é estreito e em forma de cunha, de modo que os ossos parietal e occipital se encontram amplamente.
Os forames incisivos são muito longos, estendendo-se bem entre os molares. As fossetas palatinas póstero-laterais são bem desenvolvidas e recuadas em uma fossa (depressão). O palato ósseo é relativamente curto, com a fossa mesopterigóide estendendo-se para frente até o final da fileira molar ou mesmo entre os terceiros molares. O teto da fossa é perfurado por grandes vacuidades esfenopalatinas. Normalmente, uma haste alisfenóide está presente; esta extensão do osso alifenóide separa dois forames (aberturas) no crânio, o forame mastigatório-bucinador e o forame oval acessório. A condição de vários sulcos e forames do crânio indica que o padrão da circulação arterial da cabeça é derivado. A fenestra subescamosal, uma abertura na parte posterior do crânio determinada pela forma do osso esquamosal, é grande e o osso mastóide é perfurado por uma janela (abertura). O esquamosal carece de um processo suspensor que entra em contato com o teto da cavidade timpânica, uma característica definidora dos orizomíneos.
Na mandíbula, o forame mentual, uma abertura na mandíbula imediatamente antes do primeiro molar, se abre para fora, não para cima como em alguns outros orizomíneos. As cristas massetéricas superior e inferior, que ancoram alguns dos músculos da mastigação, geralmente se unem em uma única crista em um ponto abaixo do primeiro molar e não se estendem para além do molar. Não existe um processo capsular distinto do incisivo inferior, uma característica que Eremoryzomys compartilha com apenas alguns outros orizomíneos.

### Molares
Os molares são bunodontes (com as cúspides mais altas que as cristas de conexão) e braquidontes (com coroa baixa). No primeiro e segundo molar superior, os vales externos e internos entre as cúspides e cristas não se interpenetram. Muitas cristas acessórias estão presentes, incluindo os mesolofos e mesolofídeos. O anterocônio e o anteroconídeo, as cúspides anteriores nos primeiros molares superior e inferior, não são divididos em cúspides externas e internas menores. Pequenas raízes acessórias estão ausentes dos molares, de modo que cada um dos três molares superiores tem duas raízes no lado externo e uma no lado interno e cada um dos molares inferiores tem uma raiz na frente e outra atrás.

## Distribuição e status
Até onde se sabe, E. polius está isolado a uma pequena área no centro do Peru, a uma altitude de 760 a 2 100 m, mas as espécies podem variar mais amplamente. Ocorre na floresta das terras baixas secas da parte alta da bacia do rio Maranhão, a leste da principal cordilheira dos Andes. O padrão biogeográfico indicado pela relação entre Eremoryzomys e os Drymoreomys brasileiros é incomum. Embora existam alguns casos semelhantes de relações entre animais da mata Andina e da Mata Atlântica, estes envolvem habitantes de florestas úmidas nos Andes; Eremoryzomys, em contraste, vive em áreas áridas. Como a E. polius é pouco conhecida, a Lista Vermelha da IUCN de 2008 a avalia como "Dados deficientes". Está ameaçado pela destruição de habitat para pastagens de gado e não é conhecido em nenhuma área protegida.